# Giovanni (arcivescovo di Tirana)
Giovanni, nato Fatmir Pelushi (in albanese Joan; Tirana, 1º gennaio 1956), è un arcivescovo ortodosso albanese, Primate della Chiesa ortodossa albanese e Arcivescovo di Tirana, Durazzo e di tutta l'Albania dal 16 marzo 2025.

## Biografia
È nato col nome di Fatmir Pelushi il 1º gennaio 1956 a Tirana in una famiglia originaria di Përmet. Si è convertito al cristianesimo ortodosso nel 1975 ed è stato battezzato segretamente da Kozma Qirjo (futuro vescovo di Apollonia) in onore di Giovanni evangelista, entrando a far parte della comunità religiosa clandestina ortodossa albanese.
Tra il 1979 e il 1990 ha lavorato presso l'ospedale psichiatrico di Tirana nel reparto di riabilitazione attraverso la terapia occupazionale. Successivamente nel 1990 si è trasferito negli Stati Uniti d'America dove ha studiato teologia presso la Scuola di teologia dell'Hellenic College Holy Cross di Boston, conseguendo un master of theological studies con lode nel 1993. Nel 1992, ancora prima di concludere gli studi, manifestò all'arcivescovo Anastasio la sua intenzione di tornare in Albania per contribuire alla ricostruzione della Chiesa ortodossa autocefala albanese e tornato in patria iniziò ad insegnare presso l'Accademia teologica di Durazzo. Ordinato diacono il 27 febbraio 1994, è stato poi ordinato presbitero il 4 dicembre successivo e archimandrita nel 1996.
Nel 1995 è tornato a studiare presso l'Hellenic College Holy Cross, venendo inserito per i suoi ottimi risultati nella National Dean's List per l'anno accademico 1995-1996, laureandosi con lode con un master in teologia avanzato nel 1997. Tornato nuovamente in Albania, è divenuto decano dell'Accademia teologica fino alla nomina a Metropolita di Coriza nel 1998.
Dopo la consacrazione episcopale ha proseguito l'attività di insegnante, dedicandosi anche alla traduzione in albanese di numerose opere teologiche, come Lo Spirito Santo di Basilio di Cesarea. Nel 2000 ha fondato e diretto il periodico culturale Tempulli.
Il 16 marzo 2025, quasi tre mesi dopo la morte dell'arcivescovo Anastasio, è stato eletto all'unanimità dal Santo Sinodo della Chiesa ortodossa albanese come Arcivescovo di Tirana, Durazzo e di tutta l'Albania, divenendone quindi primate ed esarca d'Illiria; è il primo albanese a ricoprire la carica dalla proclamazione dell'ateismo di Stato nel 1976 nell'Albania socialista poiché l'arcivescovo Anastasio era greco, pur avendo ricevuto nel 2017 la cittadinanza albanese.